# Skiffia lermae
Skiffia lermae är en fiskart som beskrevs av Meek 1902. Skiffia lermae ingår i släktet Skiffia och familjen Goodeidae. Inga underarter finns listade i Catalogue of Life.